# Szymon Liwo
Szymon Liwo – polski pasjonat astronomii, uczestnik projektu Sungrazer, odkrywca komet.
Drugi pod względem odkryć komet SOHO w Polsce (największą liczbę obiektów w kraju, na swoim koncie ma Michał Kusiak).
Swoją przygodę z kometami rozpoczął w grudniu 2010 roku, pierwszą kometę odkrył po około 3 miesiącach poszukiwań 23 lutego 2011 roku na obrazach SOHO LASCO C3.
Współodkrywca komety okresowej C/2015 F5 SWAN-Xingming.
Jest wujkiem Rafała Birosa, także odkrywcy komet.
Mieszkaniec Świdnicy.

## Lista komet odkrytych przez S. Liwo
1. C/2011 (SOHO-2026) 2011-02-23 z grupy Kreutza[6]
2. C/2011 (SOHO-2043) 2011-04-18 z grupy Meyera
3. C/2011 (SOHO-2049) 2011-04-21 z grupy Kreutza
4. C/2011 (SOHO-2066) 2011-05-14 z grupy Kreutza
5. C/2011 (SOHO-2074) 2011-05-21 z grupy Kreutza
6. C/2011 (SOHO-2098) 2011-06-15 z grupy Kreutza
7. C/2011 (SOHO-2126) 2011-08-19 z grupy Kreutza
8. C/2011 (SOHO-2143) 2011-09-30 z grupy Kreutza[7][8]
9. C/2011 (SOHO-2159) 2011-10-29 z grupy Kreutza
10. C/2011 (SOHO-2174) 2011-11-16 z grupy Kreutza
11. C/2011 (SOHO-2182) 2011-11-25 NON-GROUP (kometa nie należy do żadnej ze znanych grup komet SOHO)
12. C/2011 (SOHO-2187) 2011-12-01 z grupy Kreutza
13. C/2011 (SOHO-2198) 2011-12-13 z grupy Kreutza
14. C/2011 (SOHO-2207) 2011-12-16 z grupy Kreutza
15. C/2011 (SOHO-2210) 2011-12-20 z grupy Kreutza
16. C/2012 (SOHO-2218) 2012-01-01 z grupy Kreutza
17. C/2012 (SOHO-2219) 2012-01-01 z grupy Kreutza
18. C/2012 (SOHO-2226) 2012-01-26 z grupy Kreutza
19. C/2012 (SOHO-2227) 2012-01-26 z grupy Kreutza
20. C/2012 (SOHO-2239) 2012-02-11 z grupy Meyera
21. C/2012 (SOHO-2259) 2012-04-05 z grupy Meyera
22. C/2012 (SOHO-2261) 2012-04-10 z grupy Marsdena
23. C/2012 (SOHO-2274) 2012-04-22 z grupy Kreutza
24. C/2012 (SOHO-2311) 2012-06-09 z grupy Kreutza
25. C/2012 (SOHO-2352) 2012-08-20 z grupy Kreutza
26. C/2012 (SOHO-2355) 2012-08-31 z grupy Meyera
27. C/2012 (SOHO-2387) 2012-10-30 z grupy Kreutza
28. C/2012 (SOHO-2388) 2012-11-03 z grupy Kreutza
29. C/2012 (SOHO-2394) 2012-11-14 z grupy Kreutza
30. C/2012 (SOHO-2395) 2012-11-15 z grupy Kreutza
31. C/2012 (SOHO-2399) 2012-11-18 z grupy Kreutza
32. C/2012 (SOHO-2408) 2012-11-28 z grupy Kreutza
33. C/2012 (SOHO-2411) 2012-12-03 z grupy Kreutza
34. C/2012 (SOHO-2413) 2012-12-05 z grupy Kreutza
35. C/2012 (SOHO-2424) 2012-12-18 z grupy Kreutza
36. C/2012 (SOHO-2435) 2012-12-29 z grupy Kreutza
37. C/2013 (SOHO-2454) 2013-02-01 NON-GROUP (kometa nie należy do żadnej ze znanych grup komet SOHO)
38. C/2013 (SOHO-2459) 2013-02-16 z grupy Kreutza
39. C/2013 (SOHO-2465) 2013-03-14 z grupy Kreutza[9]
40. C/2013 (SOHO-2477) 2013-04-06 z grupy Kreutza
41. C/2013 (SOHO-2485) 2013-04-12 z grupy Kreutza
42. C/2013 (SOHO-2505) 2013-05-10 z grupy Kreutza
43. C/2013 (SOHO-2507) 2013-05-11 z grupy Kreutza
44. C/2013 (SOHO-2550) 2013-06-25 z grupy Kreutza
45. C/2013 (SOHO-2597) 2013-10-07 z grupy Kreutza
46. C/2013 (SOHO-2599) 2013-10-08 z grupy Kreutza
47. C/2013 (SOHO-2603) 2013-10-12 z grupy Kreutza
48. C/2013 (SOHO-2604) 2013-10-14 z grupy Meyera
49. C/2013 (SOHO-2619) 2013-11-13 z grupy Kreutza
50. C/2013 (SOHO-2620) 2013-11-13 z grupy Kreutza
51. C/2013 (SOHO-2627) 2013-11-17 z grupy Kreutza
52. C/2013 (SOHO-2634) 2013-11-25 z grupy Kreutza
53. C/2013 (SOHO-2648) 2013-12-17 z grupy Kreutza
54. C/2013 (SOHO-2656) 2013-12-24 z grupy Kreutza
55. C/2013 (SOHO-2658) 2013-12-29 NON-GROUP (kometa nie należy do żadnej ze znanych grup komet SOHO)
56. C/2013 (SOHO-2672) 2013-03-03 z grupy Kreutza
57. C/2013 (SOHO-2678) 2013-03-25 z grupy Kreutza
58. C/2013 (SOHO-2680) 2013-03-29 z grupy Kreutza
59. C/2012 (SOHO-2706) 2012-02-15 z grupy Kreutza
60. C/2014 (SOHO-2719) 2014-05-01 z grupy Kreutza
61. C/2014 (SOHO-2740) 2014-05-25 z grupy Kreutza
62. C/2014 (SOHO-2801) 2014-09-10 z grupy Kreutza
63. C/2014 (SOHO-2806) 2014-09-24 z grupy Kreutza
64. C/2014 (SOHO-2837) 2014-11-22 z grupy Kreutza
65. C/2014 (SOHO-2849) 2014-12-09 z grupy Kreutza
66. C/2014 (SOHO-2850) 2014-12-09 z grupy Kreutza
67. C/2014 (SOHO-2856) 2014-12-14 z grupy Kreutza
68. C/2015 (SOHO-2867) 2015-01-31 z grupy Kreutza
69. C/2015 (SOHO-2873) 2015-02-14 z grupy Kreutza
70. C/2015 (SOHO-2879) 2015-02-23 z grupy Kreutza
71. C/2015 (SOHO-2886) 2015-03-05 z grupy Meyera
72. C/2015 (SOHO-2887) 2015-03-05 z grupy Meyera
73. C/2015 (SOHO-2897) 2015-03-28 z grupy Kreutza
74. C/2015 F5 (SWAN-Xingming)[10][11][12]
75. C/2015 (SOHO-2922) 2015-04-18 z grupy Meyera
76. C/2015 (SOHO-2928) 2015-04-28 z grupy Kreutza
77. C/2015 (SOHO-2997) 2015-09-02 z grupy Kreutza
78. C/2014 (SOHO-3012) 2014-09-17 z grupy Kreutza
79. C/2015 (SOHO-3063) 2015-12-01 z grupy Kreutza
80. C/2015 (SOHO-3069) 2015-12-06 z grupy Kreutza
81. C/2015 (SOHO-3077) 2015-12-16 z grupy Kreutza
82. C/2015 (SOHO-3079) 2015-12-18 z grupy Kreutza
83. C/2016 (SOHO-3111) 2016-04-04 z grupy Kreutza
84. C/2016 (SOHO-3132) 2016-05-20 z grupy Kreutza
85. C/2016 (SOHO-3149) 2016-06-11 z grupy Kreutza
86. C/2016 (SOHO-3206) 2016-10-04 z grupy Kreutza
87. C/2016 (SOHO-3218) 2016-10-22 z grupy Kreutza
88. C/2016 (SOHO-3228) 2016-11-07 z grupy Kreutza
89. C/2016 (SOHO-3254) 2016-12-26 z grupy Kreutza
90. C/2017 (SOHO-3278) 2017-03-04 z grupy Kreutza
91. C/2017 (SOHO-3283) 2017-03-27 z grupy Kreutza
92. C/2017 (SOHO-3313) 2017-04-30 z grupy Kreutza
93. C/2017 (SOHO-3425) 2017-10-11 z grupy Kreutza
94. C/2017 (SOHO-3432) 2017-10-21 z grupy Kreutza
95. C/2017 (SOHO-3453) 2017-11-13 z grupy Kreutza
96. C/2017 (SOHO-3457) 2017-11-15 z grupy Kreutza
97. C/2017 (SOHO-3466) 2017-11-30 z grupy Kreutza
98. C/2017 (SOHO-3478) 2017-12-19 z grupy Kreutza
99. C/2018 (SOHO-3500) 2018-02-25 z grupy Kreutza
100. C/2018 (SOHO-3504) 2018-03-12 z grupy Meyera
101. C/2018 (SOHO-3530) 2018-05-08 z grupy Kreutza
102. C/2019 (SOHO-3684) 2019-02-10 z grupy Kreutza
103. C/2019 (SOHO-3698) 2019-03-27 z grupy Kreutza
104. C/2019 (SOHO-3700) 2019-03-29 z grupy Meyera
105. C/2019 (SOHO-3706) 2019-04-01 z grupy Kreutza
106. C/2019 (SOHO-3817) 2019-08-23 z grupy Kreutza
107. C/2019 (SOHO-3818) 2019-08-23 z grupy Kreutza
108. C/2020 (SOHO-3923) 2020-04-04 z grupy Kreutza
109. C/2020 (SOHO-4095) 2020-11-13 z grupy Kreutza
110. C/2020 (SOHO-4096) 2020-11-14 z grupy Kreutza
111. C/2021 (SOHO-4133) 2021-02-14 z grupy Kreutza
112. C/2021 (SOHO-4150) 2021-03-28 z grupy Kreutza
113. C/2021 (SOHO-4160) 2021-04-07 z grupy Kreutza
114. C/2021 (SOHO-4161) 2021-04-08 z grupy Kreutza
115. C/2021 (SOHO-4165) 2021-04-13 z grupy Kreutza
116. C/2021 (SOHO-4171) 2021-04-18 z grupy Kreutza
117. C/2021 (SOHO-4173) 2021-04-20 z grupy Kreutza
118. C/2021 (SOHO-4175) 2021-04-21 z grupy Kreutza
119. C/2021 (SOHO-4185) 2021-05-07 z grupy Kreutza[13]
120. C/2021 (SOHO-4298) 2021-10-27 z grupy Kreutza
121. C/2021 (SOHO-4302) 2021-11-03 z grupy Kreutza
122. C/2021 (SOHO-4337) 2021-12-17 z grupy Kreutza